# Poble tigrinya
Els tigrinya o tigray són un grup ètnic d'Etiòpia i Eritrea, que viu principalment a la regió Tigre d'Etiòpia (on són almenys el 90%) i a parts d'Eritrea. El 60% almenys viu a Etiòpia. Una bona part dels tigrinyes viuen a grans ciutats com Addis Abeba o Asmara, i n'hi ha una colònia a Israel. A Etiòpia se'ls anomena generalment tigray, mentre tigrinya és un nom més general. No s'ha de confondre el poble tigray-tigrinya (que parla tigray o tigrinya) amb el poble tigre d'Eritrea (que parla una llengua propera, però diferent, anomenada tigre).
La seva llengua, el tigrinya, és propera de la llengua morta anomenada geez, que era la llengua de l'església etíop. Avui la parlen un nombre de persones al voltant dels sis milions set-cents mil (4.500.000 a Etiòpia)

## Història
El territori dels tigrinyes fou el centre de l'estat d'Axum, i la seva llengua és la més propera a l'antic axumita. La majoria són monofisites cristians amb minories catòliques i musulmanes (jeberti). Són un dels pobles més avançats d'Àfrica en el reconeixement de la seva pròpia identitat ètnica.
Els tigrinya es van revoltar contra Haile Selassie I el 1943 (Revolta de Weyene) per defensar el seu estatus de província autònoma contra la monarquia absoluta i centralista. Als anys vuitanta, els tigrinya van ser els principals opositors al règim de Mengistu Haile Mariam. El Tigranya People's Liberation Front (Front Popular d'Alliberament del Tigre) va formar una organització estatal, el Front Popular Democràtic Revolucionari Etíop (Ethiopian People's Democratic Rovolutionary Front, EPDRF), amb organitzacions de base ètnica de tota Etiòpia, i va aconseguir enderrocar el règim el maig de 1991. El EPDRF va acceptar i reconèixer el dret d'Eritrea a l'autodeterminació i així va néixer l'Eritrea independent. El 1993, Etiòpia fou dividida en nou estats de base ètnica amb un dret ambigu a l'autodeterminació.